# Benjaminiella youngii
Benjaminiella youngii är en svampart som beskrevs av P.M. Kirk 1989. Benjaminiella youngii ingår i släktet Benjaminiella och familjen Mucoraceae.   Inga underarter finns listade i Catalogue of Life.